# Центры компетенций Национальной технологической инициативы
Центры компетенций Национальной технологической инициативы — это подразделения на базе вуза или научной организации, которые должны объединить потенциальных заказчиков, в том числе крупные корпорации, с разработчиками из ведущих университетов. Ключевая задача Центров компетенций — разработка инновационных решений в области сквозных технологий (ключевых научно-технологических направлений, оказывающих влияние на рынки НТИ), обеспечивающих глобальное лидерство компаниям, которые используют данные технологии для производства продуктов и услуг.
Поддержка Центров компетенций осуществляется в соответствии с постановлением Правительства Российской Федерации от 16 октября 2017 г. № 1251 «Об утверждении Правил предоставления субсидии из федерального бюджета на оказание государственной поддержки центров Национальной технологической инициативы».
Центры компетенций построены по модели консорциума — объединения вокруг одного центра (вуза) независимых организаций, в числе которых вузы, НИИ, НКО и коммерческие предприятия. Они занимаются трансфером сквозных технологий в индустрию через кооперацию с компаниями-партнёрами и реализуют образовательные программы.
В первый год работы центры компетенций привлекли более 1 млрд рублей из внебюджетных источников. На конец 2019 года в консорциумы вошло более 350 компаний-участников, а доходы превысили 3,5 млрд рублей. В 2020 году центры компетенций заработали более 4,5 млрд рублей.
Прибыль Центрам приносит реализация научных исследований, реализация платных услуг в сфере образования, предоставление доступа к своей инфраструктуре, а также управление правами на результаты работы центров.
Среди индустриальных партнёров центров компетенций: Сименс, KUKA, Сбербанк, Мэйл.ру, Мазда Соллерс, МТС, Газпром нефть, Ростелеком,
Росатом,
КАМАЗ,
ГЛОНАСС,
РЖД,
Россети,
Ростех,
ОАК,
ОДК-Сатурн, АвтоВАЗ, ГАЗ, Аэрофлот, Северсталь, ФСК ЕЭС, Биокад, Фармсинтез.

## Консорциумы науки и бизнеса
Один из примеров консорциума в бизнесе из мировой практики — компания Airbus, созданная как консорциум европейских производителей для требующегося рынку на момент его создания в 1960-е годы типа пассажирских авиалайнеров.
В высших учебных заведениях консорциумы позволяют расширить возможности каждого из участников с целью оказания лучших образовательных услуг за счёт обмена компетенциями, совместных проектов, закупок и исследований.
Имперский колледж Лондона, существующий с 1907 года и специализирующийся на науке, инженерии, медицине и бизнесе, предлагает коммерческим предприятиям проводить совместные исследования и лицензировать технологии, разработанные в колледже.
В Германии с 1949 года существует Общество Фраунгофера, объединение институтов прикладных исследований. Около 70% бюджета на исследования, который суммарно составляет 2,6 млрд евро, приходится на контракты с промышленными предприятиями и финансируемые государством исследовательские проекты. В объединение входят 72 института и исследовательских центра с более чем 26 тысячами сотрудников.

## Отбор Центров компетенций НТИ
Отбор Центров компетенций НТИ осуществлялся на основе списка «сквозных» технологий НТИ. Первый конкурсный отбор по 6 направлениям прошёл в 2017 году. В 2018 году был проведён дополнительный конкурсный отбор по оставшимся направлениям. В 2020 году была проведена 3-я очередь отбора по 2 направлениям. Оператором отбора согласно постановлению правительства № 1251 выступила РВК.

### Список Центров компетенций НТИ
| №  | Сквозная технология                                                                      | Победитель конкурсного отбора | Наименование Центра |
| -- | ---------------------------------------------------------------------------------------- | ----------------------------- | --- |
| 1  | Искусственный интеллект                                                                  | МФТИ                          | Центр Национальной технологической инициативы по направлению «Искусственный интеллект»                                                                             |
| 2  | Квантовые технологии                                                                     | МГУ имени М.В. Ломоносова     | Центр квантовых технологий |
| 3  | Технология создания новых и портативных источников энергии                               | ИПХФ РАН                      | Центр компетенций по технологиям новых и мобильных источников энергии                                                                                              |
| 4  | Новые производственные технологии                                                        | СПбПУ                         | Центр Национальной технологической инициативы «Новые производственные технологии»                                                                                  |
| 5  | Управление свойствами биологических объектов                                             | ИБХ РАН                       | Центр технологий управления свойствами биологических объектов |
| 6  | Нейротехнологии, технологии виртуальной и дополненной реальности                         | ДВФУ                          | Центр НТИ по направлению «Нейротехнологии, технологии виртуальной и дополненной реальности»                                                                        |
| 7  | Технологии хранения и анализа больших данных                                             | МГУ имени М.В. Ломоносова     | Центр компетенций НТИ по направлению «Технологии хранения и анализа больших данных»                                                                                |
| 8  | Технологии компонентов робототехники и мехатроники                                       | Университет Иннополис         | Центр технологий компонентов робототехники и мехатроники |
| 9  | Технологии сенсорики                                                                     | МИЭТ                          | Центр НТИ МИЭТ «Сенсорика» |
| 10 | Технологии распределенных реестров                                                       | СПбГУ                         | Центр технологий распределенных реестров |
| 11 | Технологии квантовой коммуникации                                                        | МИСиС                         | Центр квантовых коммуникаций НТИ |
| 12 | Технологии транспортировки электроэнергии и распределенных интеллектуальных энергосистем | МЭИ                           | Центр технологии транспортировки электроэнергии и распределенных интеллектуальных энергосистем                                                                     |
| 13 | Технологии беспроводной связи и «интернета вещей»                                        | Сколтех                       | Центр компетенций "Технологии беспроводной связи и «интернета вещей»                                                                                               |
| 14 | Технологии машинного обучения и когнитивные технологии                                   | ИТМО                          | Национальный центр когнитивных разработок |
| 15 | Фотоника                                                                                 | ПГНИУ                         | Центр компетенций Национальной технологической инициативы по направлению «Фотоника»                                                                                |
| 16 | Технологии моделирования и разработки материалов с заданными свойствами                  | МГТУ                          | Центр НТИ: «Цифровое материаловедение: новые материалы и вещества»                                                                                                 |
| 17 | Бионическая инженерия в медицине                                                         | СамГМУ                        | Центр НТИ: «Бионическая инженерия в медицине» на базе ФГБОУ ВО Самарский государственный медицинский университет Министерства здравоохранения Российской Федерации |
| 18 | Технологии снижения антропогенного воздействия                                           | МГУ                           | Центр компетенции НТИ «Технологии снижения антропогенного воздействия» на базе Московского государственного университета (МГУ) имени М.В. Ломоносова               |

## Разработки Центров компетенций
Центры компетенций НТИ ведут разработки совместно с компаниями-партнёрами и всего консорциума. На начало 2020 года в процессе реализации были около 150 проектов, в том числе:
- Препарат против болезни Паркинсона[84] (при участии Ferring Pharmaceuticals),
- Распределенная интеллектуальная микроэнергосистема[85] (получила премию Quality Innovation Award),
- Открытая платформа для создания нейроинтерфейсов[86],
- Квантовые сети (интерес к проекту проявили Газпромбанк[87], Сбербанк, ВЭБ),
- Квантовый телефон[86][88][89],
- Интеллектуальная система контроля транспортировки грузов на блокчейне[87],
- Киберфизическая модель малой распределенной сети для отработки технологий и элементов интернета энергии[90],
- Проекты в области трекинг-технологий (технологии регистрации движений) для игровой индустрии и спортивной аналитики[46],
- Антибиотик против золотистого стафилококка на основе бактерий жука-кожееда[91].
- Облачные технологии обработки и интерпретации медицинских диагностических изображений на основе применения средств анализа больших данных[92].

Совокупный объем портфеля проектов Центров НТИ по итогам 2020 года составляет 225 проектов, из которых 173 находились в стадии реализации в 2020 году, 24 проекта были успешно завершены в 2020 году.
Среди наиболее значимых результатов Центров НТИ по научно-исследовательскому направлению в 2020 г. можно выделить следующие:
| Центр НТИ                                                                                      | Наименование проекта | Полученный результат |
| ---------------------------------------------------------------------------------------------- | --- | --- |
| Центр НТИ по направлению «Искусственный интеллект»                                             | Разработка мультиагентной платформы сервисов интеллектуального трейдинга самоорганизующихся микроэнергетических систем | Проведено успешное испытание опытного образца платформы на киберфизической модели — подтверждена возможность замещения топливной генерации до 100 % и снижения стоимости электрической энергии на 15 % и более. В 2020 г. опытный образец платформы и технологии устройства и управления микрогрид был успешно испытан на киберфизической модели комбинированной системы электроснабжения п. Лаборовая Ямало-Ненецкого автономного округа, организованным на площадке МФТИ в корпусе «Арктика». В рамках киберфизической модели была показана возможность замещения топливной генерации до 100 % и снижения стоимости электрической энергии на 15 % и более. В настоящее время на базе указанных разработок реализуется пилотный проект по модернизации дизельной генерации в п. Лаборовая ЯНАО. После его окончания планируется тиражирование подобных проектов в других поселках ЯНАО (более 40), и в других поселках российской Арктики (около 300). |
| Центр НТИ по направлению «Искусственный интеллект»                                             | Создание экспертной системы и программного комплекса мониторинга и оптимального управления разработкой месторождений с трудноизвлекаемыми запасами на базе алгоритмов машинного и глубинного обучения                               | Был создан программный комплекс для автоматизированной адаптации гидродинамических моделей месторождений, позволяющий увеличить скорость адаптации в 1,5 — 4 раза (по сравнению с рыночными решениями). В реализованном программном комплексе создан набор инструментов для осуществления полного цикла адаптации гидродинамических моделей месторождений на историю разработки, а также используются алгоритмы анализа данных на основе машинного обучения и ансамблевые методы оптимизации, что позволяет автоматизировать процесс адаптации гидродинамических моделей месторождений, за счет чего увеличить скорость адаптации в 1,5 — 4 раза в зависимости от сложности модели. Реализованный программный комплекс был применен при адаптации реальных ГД моделей месторождений, переданных индустриальным партнером ООО «Газпромнефть НТЦ». |
| Центр квантовых технологий МГУ имени М. В. Ломоносова                                          | Многокубитный квантовый симулятор | Был разработан новый способ создания универсальных перепрограммируемых интерферометров, позволяющий использовать разные технологии изготовления оптических схем. В результате применения нового метода становится возможным почти произвольный выбор «строительных блоков», из которых состоят схемы интегрально-оптических интерферометров. Это существенно отличает предлагаемый метод от используемых до настоящего времени: в них используются только вполне определенные блоки и любое отклонение от конфигурации этих блоков приводит к ошибкам. Предложенная же архитектура не ограничена конкретной топологией размещения элементов, что позволяет использовать разные технологии изготовления оптических схем. Результаты проекта могут применяться при разработке интегральных программируемых интерферометров для систем оптических квантовых вычислений. |
| Центр квантовых технологий МГУ имени М. В. Ломоносова                                          | Научно-образовательный практикум по квантовой оптике и квантовой информатике | Для решения задачи подготовки кадров в области квантовых технологий создан уникальный научно-образовательный практикум по квантовой оптике и квантовой информатике. Разработаны и созданы лабораторные стенды для проведения учебно-научных работ по поляризационной и квантовой оптике с обеспечением доступа к ним через сеть Интернет, учебно-методическое сопровождение, в том числе описания лабораторных работ, выполняя которые обучающиеся последовательно знакомятся с фундаментальными основами квантовой механики на примерах задач из области квантовой информатики. На сегодняшний день ни в России, ни за рубежом не представлены аналогичные по масштабу и по наглядности учебно-лабораторные комплексы. Среди партнеров проекта — СПбГУ, ставший первым клиентом сервиса удаленного доступа к лабораторным стендам. |
| Центр компетенций по технологиям новых и мобильных источников энергии                          | Разработка способов получения наноразмерного кремния и создание высокоемких материалов отрицательного электрода для литиевых аккумуляторов                                                                                          | Созданы высокоёмкие кремний-углеродные композиционные материалы для анодов литий-ионных аккумуляторов, позволяющие увеличить емкость последних на 10-15 % по сравнению с существующими аналогами, при том же составе катода. Разработаны технологии масштабируемого производства кремниевого нанопорошка методом плазмохимического синтеза — основного компонента отрицательного электрода литий-ионного аккумулятора. Проведена апробация материалов и электродов на их основе в составе литий-ионных аккумуляторов. Совместно с индустриальными партнерами — АО НПО «УНИХИМТЕК» и АО "Сафоновский завод «Гидрометприбор» подготовлено опытное производство наноразмерного кремния методом плазмохимического синтеза. В Центре готовится к запуску опытная линия по производству литий-ионных аккумуляторов. |
| Центр компетенций по технологиям новых и мобильных источников энергии                          | Создание ходовых макетов транспортных средств с электрической пропульсивной установкой с электрохимическим источником тока в составе источника генерации энергии                                                                    | Разработана комбинация полностью автономного транспортного средства с модульной энергоустановкой, использующей как аккумуляторные батареи, так и источник энергии на основе топливных элементов. Создан макетный образец транспортной платформы с энергоустановкой общей мощностью до 60 кВт, использующей батарею топливных элементов мощностью 15 кВт; платформа предназначена для транспортировки грузов на закрытых территориях, например, складах; энергоустановка на основе ТЭ имеет удельную мощность порядка 0,4-0,8 кВт/кг. В будущем возможно внедрение для грузового наземного транспорта. |
| Центр НТИ «Новые производственные технологии»                                                  | Электромобиль «КАМА-1»: Развитие подходов цифрового проектирования и моделирования в автомобилестроении | Разработан и изготовлен первый предсерийный образец малогабаритного городского электромобиля на основе технологии цифровых двойников. Электромобиль (рабочее название — «КАМА-1») разработан «с нуля» и без ДВС-предшественника.https://www.drom.ru/info/misc/83020.html Разработка выполнена всего за 2 года, на основе технологии цифровых двойников (Digital Twins) и собственных уникальных CML-платформенных решений СПбПУ, в их числе: CML-Bench™ — Цифровая платформа по разработке и применению цифровых двойников, CML-CAR™ — Платформа-демонстратор кросс-рыночных и кросс-отраслевых «сквозных» цифровых и передовых производственных технологий; CML-EV™ — Универсальная модульная платформа развития модельного ряда электротранспорта под различные запросы потребителей (возможна разработка всей линейки электротранспорта, соответствующего международным требованиям сертификации — от компактного городского электромобиля до городских 18-метровых электробусов). «Умный» цифровой двойник электромобиля «КАМА-1» прошел более 800 виртуальных испытаний на виртуальных испытательных стендах и полигонах, продемонстрировал соответствие Требованиям Технического регламента Таможенного союза «О безопасности колесных транспортных средств» (ТР ТС 018/2011), гармонизированным с требованиями Правил ЕЭК ООН. По итогам проекта получено 79 новых научных и научно-технических результатов. Зарегистрировано 6 объектов интеллектуальной собственности, в том числе промышленный образец «Малогабаритный городской электромобиль». Проект также получал финансирование в рамках ФЦПИР, мероприятие 1.3. Индустриальный партнер проекта — ПАО «КАМАЗ». |
| Центр НТИ «Новые производственные технологии»                                                  | Разработка цифровой платформы виртуальной разработки и испытаний газотурбинных двигателей | Разработан цифровой двойник первого уровня авиационного двигателя; произведена оптимизация двигателя ТВ7-117СТ-01. В рамках проекта основной задачей стала оцифровка всего опыта АО «ОДК-Климов» по разработке двигателей данного класса, анализ всех расчетных обоснований, конструкторской документации, результатов испытаний и др. — и его интерпретация в рамках новой парадигмы проектирования с применением Цифровой платформы CML-Bench™. Результаты проекта позволяют существенно сократить сроки проектирования ГТД, а также воссоздавать условия работы реального изделия во всем диапазоне эксплуатационных режимов в виртуальном пространстве, что позволяет уменьшить количество натурных испытательных образцов двигателей до минимума (1-2 образца) и тем самым сократить стоимость разработки перспективных двигателей в несколько раз, сократить сроки вывода на рынок модификаций ГТД, повысить экономичность и эксплуатационную надежность уже существующих двигателей. Индустриальными партнерами Центра уже стали АО «КМПО», АО «ОДК», АО «ОДК-Климов». |
| Центр НТИ «Новые производственные технологии»                                                  | Разработка технологического комплекса полного цикла для аддитивного выращивания изделий из порошковых материалов методом лазерного аддитивного выращивания на основе мощных короткоимпульсных лазеров                               | Разработан технологический комплекс полного цикла для аддитивного выращивания изделий из порошковых материалов. Он включает производство широкой номенклатуры порошковых материалов и установку для их лазерного сплавления. Для получения металлических порошков (нержавеющих сталей, сплавов титана, сплавов меди) разработан плазменный атомайзер, позволяющий осуществлять малотоннажное рентабельное производство порошковых материалов из доступного сырья, а также технологической возможностью покрыть весь имеющийся диапазон металлических материалов, вплоть до самых жаропрочных. Это позволяет использовать весь спектр доступного на рынке сырья в виде проволоки для выпуска необходимого предприятию ассортимента порошковых материалов непосредственно вблизи участка аддитивного производства. Технология уже используется ЗАО "ОЗ «Микрон», АО «Ленинградские лазерные системы» и ООО «Аддитивные технологии». |
| Центр технологий управления свойствами биологических объектов                                  | Ультравысокопроизводительный скрининг биоразнообразия и технологии модулирования жизнедеятельности клеток | Создана универсальная технологическая платформа микрофлюидного высокопроизводительного скрининга активности соединений на уровне единичных клеток из природных и искусственных библиотек биоразнообразия. Технология применима для поиска биологических объектов, обладающих заданной активностью (например, антибиотической), с производительностью свыше миллиона вариантов в течение нескольких часов, это позволяет расширить репертуар скринируемых бактерий более чем на 3 порядка. Центром ведется поиск новых антибиотиков из природных источников и исследование активности уже найденных образцов, один из которых — амикумацин — стал родоначальником семейства потенциальных препаратов, которые по данным на июнь 2021 года проходят тестирование in vitro. |
| Центр технологий управления свойствами биологических объектов                                  | Молекулярная тераностика. Таргерназа — рекомбинантный противоопухолевый токсин на основе белков барназа-барстар и адресного полипептида дарпина.                                                                                    | Разработан новый подход к созданию адресных токсинов для таргетной терапии раковых опухолей определенного молекулярного профиля, уникальность которого состоит в простом, быстром и биотехнологичном получении адресного токсина требуемой специфичности из исходных белковых блоков (HER2-специфичный DARPin G3 + барназа) путем «клик-лигирования». Новая стратегия позволяет получать набор адресных токсинов, специфичных к разным поверхностным маркерам опухолевой клетки или к разным эпитопам одного и того же опухолевого маркера, для сочетанного воздействия на опухоль, что значительно повышает эффективность, как диагностики, так и лечения агрессивных метастазирующих опухолей. Данный подход успешно апробирован на примере одой из наиболее неблагоприятных форм рака молочной железы — HER2-положительной аденокарциномы, которая встречается примерно в 20-25 % случаев и характеризуется агрессивным течением и высоким риском метастазирования. |
| Центр НТИ по направлению «Нейротехнологии, технологии виртуальной и дополненной реальности»    | Тренажер с применением технологий виртуальной реальности и методология для направленной хронической стимуляции спинного мозга (SCS) в реабилитации пациентов, перенесших осложненную спиномозговую травму                           | Разработан прототип программного обеспечения, включающий симуляции для реабилитации пациентов, перенесших осложненную спинномозговую травму. В 2020 году показаны обнадеживающие результаты и эффективность разрабатываемой методики для восстановления двигательных паттернов и произвольных движений у больных с травмой спинного мозга. Результаты проекта будут способствовать созданию социально-технологической экосистемы, в рамках которой применение нейротехнологий и технологий виртуальной и дополненной реальности в реабилитации пациентов после тяжелых неврологических заболеваний и травм будет способствовать повышению качества и продолжительности жизни граждан. Проект реализуется в коллаборации с исследователями ФГАОУ ВО «Казанский (Приволжский) федеральный университет». В год в рамках проекта проводится около 5 нейрохирургических операций. |
| Центр НТИ по направлению «Нейротехнологии, технологии виртуальной и дополненной реальности»    | Реабилитационный программно-аппаратный комплекс с применением VR&AR и интерфейсов с двухсторонней связью и клиническое исследование метода реабилитации с использованием виртуальной реальности и технологий с двухсторонней связью | В 2020—2021 гг. проводится клиническое исследование метода реабилитации с использованием реабилитационного программно-аппаратного комплекса с применением технологий виртуальной и дополненной реальности и интерфейсов с двусторонней связью на базе Медицинского центра ДВФУ. Контрольная группа из 10 человек с последствиями острых нарушений мозгового кровообращения, парезом верхней конечности в период июль-декабрь 2020 г. прошла полный курс реабилитации. Отмечается выраженная динамика в нарастании активных движений в парализованной руке, повышение эмоционального фона, позитивное восприятие итогов реабилитации в целом. Разработка имеет высокий потенциал тиражируемости решения в федеральном масштабе на горизонте 3 −5 лет, а также высокие шансы технологического лидерства в международном масштабе. |
| Центр компетенций НТИ по направлению «Технологии хранения и анализа больших данных»            | Средства интеллектуального анализа больших массивов текстов | Создана технология кросс-языкового поиска текстовых заимствований и эксплоративного поиска (поиска тематически близких документов). В основе технологии лежат методы синтаксического и семантического анализа текстов на английском и русском языках, оригинальный подход к многофакторной оценке сходства текстов, а также мультиязычные модели векторного представления лексико-фразеологических элементов текста. Технология позволяет осуществлять обработку больших массивов полнотекстовых документов (от 70 млн документов и более) с использованием распределенных вычислительных средств. Поддержка кросс- языкового анализа и поиска текстов позволит сопоставлять информацию на английском и русском языках. Результаты проекта начали применяться в АО «Антиплагиат». |
| Центр компетенций НТИ по направлению «Технологии хранения и анализа больших данных»            | Облачные технологии обработки и интерпретации медицинских диагностических изображений на основе применения средств анализа больших данных                                                                                           | Создан прототип программного комплекса, обеспечивающего создание систем поддержки принятия врачебных решений в персонализированной медицине по наиболее критичным нозологиям на основе анализа больших данных, получаемых при использовании облачных и телемедицинских технологий в целях автоматизированной диагностики медицинских диагностических изображений. Продукт с 2020 года применяется в Телемедицинском консультационном центре (ТКЦ) на базе Научно-практического клинического центра диагностики и телемедицинских технологий Департамента здравоохранения Москвы с охватом 53 регионов России. По состоянию на 2021 год значения характеристик «чувствительность» и «специфичность» продукта при назначении лекарственной терапии составляет 94 %. Апробация производилась в том числе на распознавании COVID-19 на снимках КТ. |
| Центр НТИ МИЭТ «Сенсорика»                                                                     | Разработка сенсорных средств для дистанционного зондирования Земли с беспилотных малых и средних летательных и космических аппаратов                                                                                                | Разработка обеспечивает получение радиолокационных изображений земной поверхности с разрешением на уровне мировых аналогов (30 на 30 см в X-диапазоне частот, 65 на 65 в L-диапазоне частот) при меньших массогабаритных характеристиках (менее 2,5 кг). Массогабаритные характеристики позволяют использовать в качестве носителя радиолокатора беспилотные летательные аппараты. В 2020 году был создан функционально-негабаритный макет системы и проведены испытания в реальных условиях. Подтверждены характеристики изображений по разрешению и динамическому диапазону на уровне лучших мировых образцов: например, разрешение в 25 см в настоящее время может обеспечить только компания IMSAR, но с применением инерциальных систем навигации. Разработка может стать и основой для спутникового радиолокатора — спутник сможет проводить радиолокационную съемку огромных участков земли — по всей России и миру. Индустриальными партнерами проекта стали ИСС им. Решетнева, АО "Завод «Протон», АО «ЗИТЦ». В планах — создание радиолокатора также для малых космических аппаратов. |
| Центр квантовых коммуникаций НТИ                                                               | Разработка детектора одиночных фотонов для частот стробирования 1 ГГц | Создан детектор одиночных фотонов ближнего инфракрасного диапазона на основе полупроводникового лавинного фотодетектора. Фотодетектор стробирован непрерывным синусоидальным сигналом с частотой 1,25 ГГц в сочетании с технологией пассивного гашения лавинного пробоя и активного возврата в гейгеровский режим. Проект ДОФ 1 ГГц важен для развития квантовых коммуникаций, так как разработка детектора одиночных фотонов для ближнего инфракрасного диапазона на основе полупроводникового фоточувствительного элемента позволяет получить наиболее приемлемые характеристики системы квантового распределения ключа. Также проект может иметь самостоятельное значение для рынков, отличных от телекоммуникационного. |
| Центр квантовых коммуникаций НТИ                                                               | Разработка прототипа квантового генератора случайных чисел со скоростью более 2 Гбит/с | Разработан быстрый и недорогой квантовый генератор случайных чисел (КвГСЧ), основанный на интерференции лазерных импульсов со случайной фазой. Скорость генерации случайных бит в данном КвГСЧ может достигать 2 Гбит/с и более с минимальными затратами на постобработку, что делает продукт уникальным среди доступных сегодня коммерческих КвГСЧ. Для развития квантовых коммуникаций создание квантового генератора случайных чисел имеет принципиальное значение, поскольку генераторы случайных чисел, основанные на использовании математических алгоритмов, а также аппаратные генераторы, использующие классические источники энтропии, являются предсказуемыми (по крайней мере, в принципе), следовательно, их использование в криптографических приложениях может привести к существенным угрозам, особенно со стороны взломщика, имеющего в распоряжении квантовый компьютер. |
| Центр квантовых коммуникаций НТИ                                                               | Разработка постквантовой криптографии и гибридных систем, совмещающих квантовую и пост-квантовую криптографию для удаленных объектов                                                                                                | Впервые в России было продемонстрировано совмещение квантовой и постквантовой криптографии. Была продемонстрирована квантовая защита магистральных линий передачи информации с постквантовой защитой передачи ключей шифрования потребителям («последняя миля»). Решение, обеспечивающее совмещение квантовой и постквантовой криптографии предназначено для защиты каналов связи, которые по тем или иным причинам невозможно или невыгодно защищать только квантовым или только постквантовым методом. Одной из таких ситуаций является защита каналов связи между системой квантового распределения ключей и потребителями ключа с помощью постквантовых алгоритмов. Решение может применяться в IoT, энергетике, мобильной связи и во многих других областях, предъявляющих высокие требования к уровню защищенности информации и готовности к угрозам нового поколения. Индустриальные партнеры проекта — ООО «КуРэйт» и ООО «МЦКТ». Предполагается коммерциализация посредством услуг в проектировании корпоративных квантово-защищенных сетей. |
| Центр технологии транспортировки электроэнергии и распределенных интеллектуальных энергосистем | Программно-технический комплекс автоматизированного синтеза структурно-функциональных схем релейной защиты и автоматики цифровых подстанций, обеспечивающих требуемые показатели надежности и экономичности                         | Разработан новый подход к автоматизации проектирования цифровых подстанций, позволяющий системе автоматически синтезировать архитектуру цифрового комплекса защиты, автоматизации и управления подстанции с учетом требований к функциональности, надежности и стоимости. Разработка позволяет сократить трудозатраты, существенно увеличить степень автоматизации и обеспечить требуемый уровень надежности при разработке технических решений с помощью эвристических механизмов, базы знаний, мультиагентных систем и других методов искусственного интеллекта. Результаты проекта уже используются Центром в работе с энергетическими компаниями ГК «Россети», инжиниринговыми организациями. Партнеры проекта — АО «Радиус Автоматика», ООО «Прософт-Системы», ООО «Фирма ОРГРЭС». |
| Центр компетенций "Технологии беспроводной связи и «интернета вещей»                           | Сверхвысокочастотный интегральный электрооптический модулятор для 6G | В 2020 году создано устройство, позволяющее модулировать оптическое излучение с длиной волны 1.5 мкм электрическим сигналом с частотой до 15 ГГц, необходимое для исследований следующего поколения мобильной связи — 6G. Устройство открывает новые перспективы для разработки в России компонентов систем следующего поколения мобильной связи (6G), в частности, конвертеров сигналов из терагерцового в оптический диапазон. Прорывной характер разработки состоит в практической реализации экспериментального образца сверхвысокочастотного электрооптического плазмонного модулятора, размеры которого не превышают несколько десятков микрон. Полученное устройство, изготовленное по стандартной полупроводниковой планарной технологии, будет использовано в качестве элемента радиофотонного трансивера 6G терагерцового диапазона. Подобные исследования абсолютно критичны для дальнейшей и полной локализации производства инфраструктурного и терминального оборудования 6G в России. |
| Центр компетенций "Технологии беспроводной связи и «интернета вещей»                           | Создание открытой опытной зоны и тестового окружения для разработки, отладки и испытаний комплексного решения для сетей 5G и его элементов                                                                                          | В октябре 2020 года состоялся официальный запуск пилотной сети пятого поколения в инновационном центре «Сколково». В тестовой зоне впервые использовалась базовая станция, работающая на отечественном программном обеспечении в реальной сети оператора. Цель проекта — создание среды для тестирования российского ПО и оборудования для сетей 5G, а также для пилотирования прикладных приложений, использующих возможности пятого поколения. Софт для базовой станции 5G разработан в Сколтехе и поддерживает международные открытые стандарты радиодоступа OpenRAN. |
| Центр технологий распределенных реестров                                                       | Блокчейн-система для проведения онлайн-голосований «КриптоВече» | Разработана архитектура сети для проведения электронного голосования с сохранением анонимности и записью в распределенный реестр, минуя промежуточный сервер. Система предусматривает возможность проводить безопасные тайные и открытые голосования с неограниченным количеством участников и функцией подачи голосов в онлайн-формате. Решение, разработанное Центром НТИ уже используется в СПбГУ и 9 других российских вузах. |
| Центр технологий компонентов робототехники и мехатроники                                       | Автоматизированная система сдачи экзаменов по вождению | Аппаратно-программный комплекс определяет в автоматическом режиме 21 вид нарушений ПДД при сдаче экзамена в городе. Технология должна увеличить прозрачность сдачи теоретической и практической частей экзаменационного периода. Комплекс состоит из сенсоров технического зрения и локализации: камер, радаров, глобальной спутниковой навигации, блока инерциальной навигации и одометрии, а также вычислительного модуля. Три камеры установлены на лобовом стекле, двухдиапазонные радары — в передней и задней части машины. Помимо этого, внедрены сенсоры для локализации и корректной работы радаров. Управление ГИБДД МВД по Республике Татарстан планирует использовать «Хәрәкәт» (пер. с тат. — «Движение») в качестве системы помощи принятия решений для экзаменаторов. |
| Национальный центр когнитивных разработок                                                      | Платформа экосистемы цифровой личности | Разработана информационная технология и реализующая ее программная платформа для создания и эксплуатации персональных цифровых ассистентов (аватаров) различного назначения, способных развиваться и обучаться в сообществе своих пользователей. Уникальность проекта заключается в применении методов «мягкого подталкивания» (nudging) на основе ценностно-ориентированных подходов для оптимизации выбора активностей и ресурсов владельцами цифровых ассистентов с учетом системных поведенческих эффектов и целей различных стейкхолдеров. Апробация платформы цифровых аватаров проводилась в Университете ИТМО на основе системы корпоративных цифровых ассистентов «Аватар ИТМО». Апробация отдельных сервисов и компонентов платформы проводилась в ПАО «Банк-Санкт-Петербург», ПАО «Сбербанк», «Газпромнефть НТЦ». В результате данного проекта были созданы следующие рыночные продукты: а) Мобильный цифровой ассистент «Аватар ИТМО». б) Мобильный ассистент по рекомендации точек общественного питания «СестьПоесть». |
| Национальный центр когнитивных разработок                                                      | Платформа автоматизации построения моделей технологических и бизнес-процессов на основе сетевых структур и данных измерений SMILE                                                                                                   | Разработана платформа SMILE (Simple Machine Learning Editor), которая предоставляет разработчику инструменты моделирования технологических процессов и управленческих решений в условиях неопределенности и неполноты данных. Она реализует логику для создания цифровых двойников различных организационно-технических систем и может служить основой для разработки средств поддержки принятия решения для топ-менеджмента высокотехнологичных производств. Для использования платформы не требуется навыков программирования и установки дополнительного программного обеспечения, благодаря чему она доступна широкому кругу пользователей. |

В декабре 2020 Центры НТИ приняли активное участие в конкурсе «Технологический прорыв 2020», организованном АНО «Платформа НТИ». В номинации «Технологический прорыв НТИ» в топ-10 проектов вошли 4 Центра НТИ с 5 проектами; в топ-50 в той же номинации вошли еще 14 проектов от 11 Центров.